# Una questione di razza
Una questione di razza (Dare) è un romanzo di fantascienza del 1965 dello scrittore statunitense Philip J. Farmer. 

## Trama
Il pianeta Dare è abitato da umani, horstel (umanoidi chiamati "sirene" e "satiri" e che si distinguono dai normali umani solo per la distribuzione della peluria corporale e per l'abitudine di girare completamente nudi) e da esseri simili a quelli mitologici (draghi, lupi mannari, unicorni, "cadmi", ovverosia entità sotterranee con protuberanze coniche che spuntano dal suolo e in cui vivono gli horstel). Gli umani provengono da comunità rapite a metà del Cinquecento dalla Terra, seguono un religione sincretica derivante dal cristianesimo e vivono in una condizione di tesa tregua con gli horstel, dei quali sfruttano il lavoro.
Jack Cage, figlio di un ricco proprietario terriero, si innamora - pur essendo vietato da Stato e Chiesa - della sirena R'li. Quest'amore va a intrecciarsi con la comparsa del movimento "HK" (horstel killer) che punta al genocidio degli horstel e con l'evolversi delle lotte fra i vari regni umani in cui è diviso il pianeta. Sono infatti i sociniani, tramite una loro spia, a sobillare gli abitanti di Dionigia ad attaccare gli horstel. Jack e R'il sfuggono alla morte per poi essere catturati nuovamente dai sociniani. Lo scopo di questi ultimi è teoricamente meritorio, unificare i regni e le comunità umane e horstel per resistere al ritorno degli Arra, gli abitanti originari del pianeta che hanno ivi trasferito gli umani.
Jack, passato sotto l'esercito di Socinia, apprende che gli Arra dovettero abbandonare il pianeta a seguito di una guerra interplanetaria. Gli uomini presenti su Dare sono i discendenti degli umani rapiti dalla terra come schiavi, gli horstel non sono altro che il risultato delle mutazioni genetiche avvenute a seguito della guerra.
La vittoria di Socinia è ormai imminente, quando atterra su Dare un'astronave esplorativa terrestre. Dopo il primo momento di sgomento, Chuckswilly comprende che i terrestri domineranno Dare e decide di conquistare la nave, per impedire almeno le comunicazioni con la Terra e ritardare l'arrivo di altri terrestri. Jack svela il tradimento e, dopo avere collaborato con i terrestri, si ritira nella sua vecchia fattoria con R'li.

## Temi trattati
Fa da sottofondo a tutto il romanzo il razzismo velato degli "umani" verso gli horstel, i loro pregiudizi, le loro convinzioni preconcette: "(... ) gli horstel non erano umani. Non avevano un'anima, anche se, a parte la distribuzione dei peli, avevano un aspetto umano. Non era un delitto uccidere un horstel, non era un omicidio nel vero senso della parola; legalmente lo era. Ma nessun umano lo considerava un autentico omicidio. Uccidere un cane non era un delitto. (... ) Nessun umano avrebbe pensato di offendere il suo Dio per avere ucciso un horstel". I riferimenti sono tanto alla condizione dei [nativi americani] e ai loro rapporti con gli immigrati europei (la comunità a cui appartiene il protagonista Jack Cage discende dagli abitanti della "colonia scomparsa" di Roanoke) quanto alla mitologia classica (i satiri e le sirene vivono in "cadmi" che prendono il nome dal mito di Cadmo e Armonia).
Una questione di razza può essere associato, sia come tematica che come ambientazione, a romanzi precedenti quali Pianeta in via di sviluppo e Il figlio del sole, nonché ai successivi Si sveglia il dio di pietra e L'ultimo dono del tempo, con i quali condivide l'estrema esoticità delle ambientazioni, i riferimenti etnologici, a tratti derivati dal Ramo d'oro di James Frazer, ma anche il tema della dislocazione nel tempo (e talvolta nello spazio) del protagonista o dei protagonisti.

## Edizioni
- (EN) Philip J. Farmer, Dare, Ballantine Books, 1965.
- Philip J. Farmer, Una questione di razza, traduzione di Maurizio Cesari, Galassia n° 131, Casa Editrice La Tribuna, 1973.
- Philip J. Farmer, Una questione di razza, Bigalassia n° 24, Casa Editrice La Tribuna, 1975.
- Philip J. Farmer, Una questione di razza, traduzione di Maurizio Cesari, copertina di Oscar Chichoni, collana Classici Fantascienza n° 141, Arnoldo Mondadori Editore, 1994,  p. 190.